# 오스만 해군
오스만 해군(오스만 튀르크어: دوننماى همايون)은 오스만 제국의 해군이다. 오스만 해군은 제국 영토와 같은 지중해 방면에서 일어난 전투에 주로 참전하였다. 이는 매우 중요한 지중해의 해상 전력이 베네치아 공화국(1797년 멸망) 함대와 함께 약 16세기에 최대 전성기를 이루었음을 의미한다. 제국은 1683년 이후 쇠퇴하였고, 해군도 마찬가지로 약체화되기 시작했으며, 나중에는 러시아 제국(현재 러시아 연방)과 그리스 해군과의 교전에서 패배를 거듭하기에 이른다. 제1차 세계 대전 당시에는 이탈리아 왕국(현재 이탈리아 공화국)보다도 약한 전력으로 영국, 프랑스, 이탈리아와 교전해야 했으며 결국은 패배했다. 1923년 튀르키예 공화국이 성립된 이후, 튀르키예 해군으로 계승되어 오늘에 이른다.

## 태동기(1299~1453)

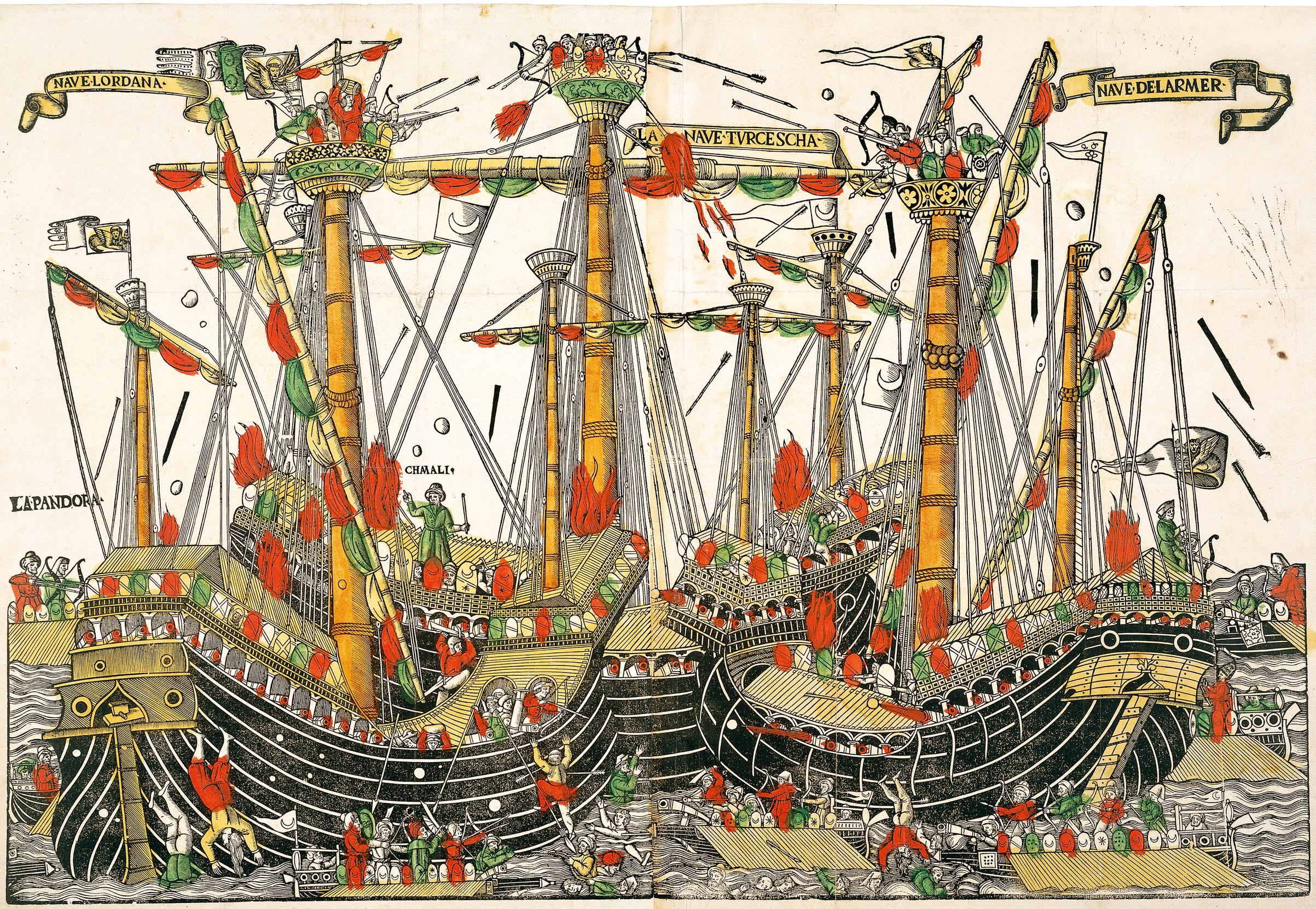
존치오 전투 (1499년)

1308년 마르마라해의 칼롤림노섬 (임랄르섬)의 정복은 오스만 제국 해군의 첫 번째 승리로 기록되었다. 오스만 함대는 1321년 테라스에서 군대를 적지에 상륙시키게 했다(이 부분은 해석이 맞는 지 확인이 필요함). 1351년 오스만 제국의 첫 번째 요새가 유럽에서 세워졌고, 1352년에는 콘스탄티노플(현재 이스탄불) 가까이에 위치한 전략적으로 중요한 보스포러스 해협의 아나톨리아 기슭에 요새가 또 건설되었으며, 그리고 오스만 함대에 의하여 전략적으로 중요한 다르다넬스 해협의 두 해안가에 똑같이 요새가 세워졌다(이것도 해석이 맞는지 확인이 필요한 것 같음).
1373년에는 마케도니아의 에게해의 기슭에서 층계참과 점령지가 만들어졌고, 뒤이어 1374년 제1차 테살로니키 포위 작전에 의하여 좋은 결과를 얻게 되었다(이 부분은 해석이 어려운 것 같은데 맞는 지 확인이 필요함). 1387년 오스만 제국의 첫 번째 테살로니키 및 마케도니아 점령은 완료되었다. 1387년부터 1423년 사이 오스만 함대는 발칸반도와 아나톨리아의 흑해에서 오스만 제국의 점령지 확장에 기여했다. 그 다음, 모레아에서 베네치아 공화국 해외 영토의 첫 번째 정복은 제1차 투르크-베네치아 전쟁(1423년~1430년)에서부터 시작되었다.
그동안, 오스만 함대는 에개 해와 흑해에서 제국의 영토 확장에 기여하는 것에 계속해서 도움을 주었다; 시노프(1424년), 이즈미르(1426년)와 베네치아로부터 테살로니키 재점령(1430년)을 비롯하여. (이 부분도 해석이 맞는지 확인이 필요함.)
알바니아(현재 알바니아 공화국)는 1448년에서 1479년 사이에 오스만 함대에 의하여 다시 정복당했다.

## 장교 계급

### 1808년 제정
- 대장 : Kapudane 카푸다네
- 중장 : Patrona 파트로나
- 소장 : Riyale 리얄레
- 준장 : Paşa Gemisi Süvarisi 파샤 제미시 쉬바리시
- 대령 : Kapak Süvarisi 카팍 쉬바리시
- 중령 : Fırkateyn Süvarisi 프르카테인 쉬바리시
- 소령 : Korvet Süvarisi 코르벳 쉬바리시
- 대위 : Küçük Gemi Süvarisi 퀴췩 게미 쉬바리시
- 중위 : Mülazım 뮐라즘

### 1839년 개편
- 대장 : Reis Paşa 레이스 파샤
- 중장 : Ferik Paşa 페리크 파샤
- 소장 : Liva Paşa 리바 파샤
- 준장 : Üç Ambarlı Süvarisi 위츠 암바를르 쉬바리시
- 대령 : Miralay 미랄라이
- 중령 : Kaymakam 카이마캄
- 대위 : Binbaşı 빈바슈
- 중위 : Yüzbaşı 위즈바슈

### 1861년 개편
소위 계급(Mülâzım)이 추가되었다.
- 대장 : Reis Paşa 레이스 파샤
- 중장 : Ferik Paşa 페릭 파샤
- 소장 : Liva Paşa 리바 파샤
- 준장 : Üç Ambarlı Süvarisi 위츠 암바를르 쉬바리시
- 대령 : Miralay 미랄라이
- 중령 : Kaymakam 카이마캄
- 대위 : Binbaşı 빈바슈
- 중위 : Yüzbaşı 위즈바슈
- 소위 : Mülâzım 뮐라즘

### 1876년 개편
소위 계급이 1급(Mülâzım- Evvel)과 2급(Mülâzım-ı Sani)으로 나뉘었다.
- 대장 : Büyük Amiral 뷔윅 아미랄
- 중장 : Koramiral 코라미랄
- 소장 : Tümamiral 튀마미랄
- 준장 : Komodor 코모도르
- 대령 : Miralay 미랄라이
- 중령 : Kaymakam 카이마캄
- 대위 : Binbaşı 빈바슈
- 중위 : Yüzbaşı 위즈바슈
- 1급 소위 : Mülâzım-ı Evvel 뮐라즘-으 에벨
- 2급 소위 : Mülâzım-ı Sani 뮐라즘-으 사니

### 1909년 개편
원수 계급(Müşir Amiral Paşa)과 소령 계급(Korvet Kaptanı)이 추가되었다. 그리고 계급 용어가 서양식으로 바뀌었다.
- 원수 : Müşir Amiral Paşa 뮈쉬르 아미랄 파샤
- 대장 : Birinci Ferik Amiral Paşa 비린지 페리크 아미랄 파샤
- 중장 : Ferik Amiral Paşa 페리크 아미랄 파샤
- 소장 : Liva Amiral Paşa 리바 아미랄 파샤
- 준장 : Komodor 코모도르
- 대령 : Kalyon Kaptanı 칼리온 캅탄느
- 중령 : Fırkateyn Kaptanı 프르카테인 캅탄느
- 소령 : Korvet Kaptanı 코르벳 캅탄느
- 대위 : Birinci Sınıf Yüzbaşı 비린지 스느트 위즈바슈
- 중위 : Yüzbaşı 위즈바슈
- 1급 소위 : Mülâzım-ı evvel 뮐라즘-으 에벨
- 2급 소위 : Mülâzım-ı sani 뮐라즘-으 사니
- 사관후보생 : Mühendis 뮈헨디스

### 1916년 개편
준장(Komodor) 계급이 폐지되었고, 급으로 나누던 소위 계급(Mülazım)도 일원화되었다. 그리고 제독 계급에 붙는 파샤(Paşa) 명칭이 사라졌다.
- 원수 : Müşir Amiral 뮈쉬르 아미랄
- 대장 : Birinci Ferik Amiral 비린지 페리크 아미랄
- 중장 : Ferik Amiral 페리크 아미랄
- 소장 : Liva Amiral 리바 아미랄
- 대령 : Kalyon Kaptanı 칼리온 캅탄느
- 중령 : Fırkateyn Kaptanı 프르카테인 캅탄느
- 소령 : Korvet Kaptanı 코르벳 캅탄느
- 대위 : Kıdemli Yüzbaşı 크뎀리 위즈바슈
- 중위 : Yüzbaşı 위즈바슈
- 소위 : Mülazım 뮐라즘
- 사관후보생 : Mühendis 뮈헨디스

## 갤러리

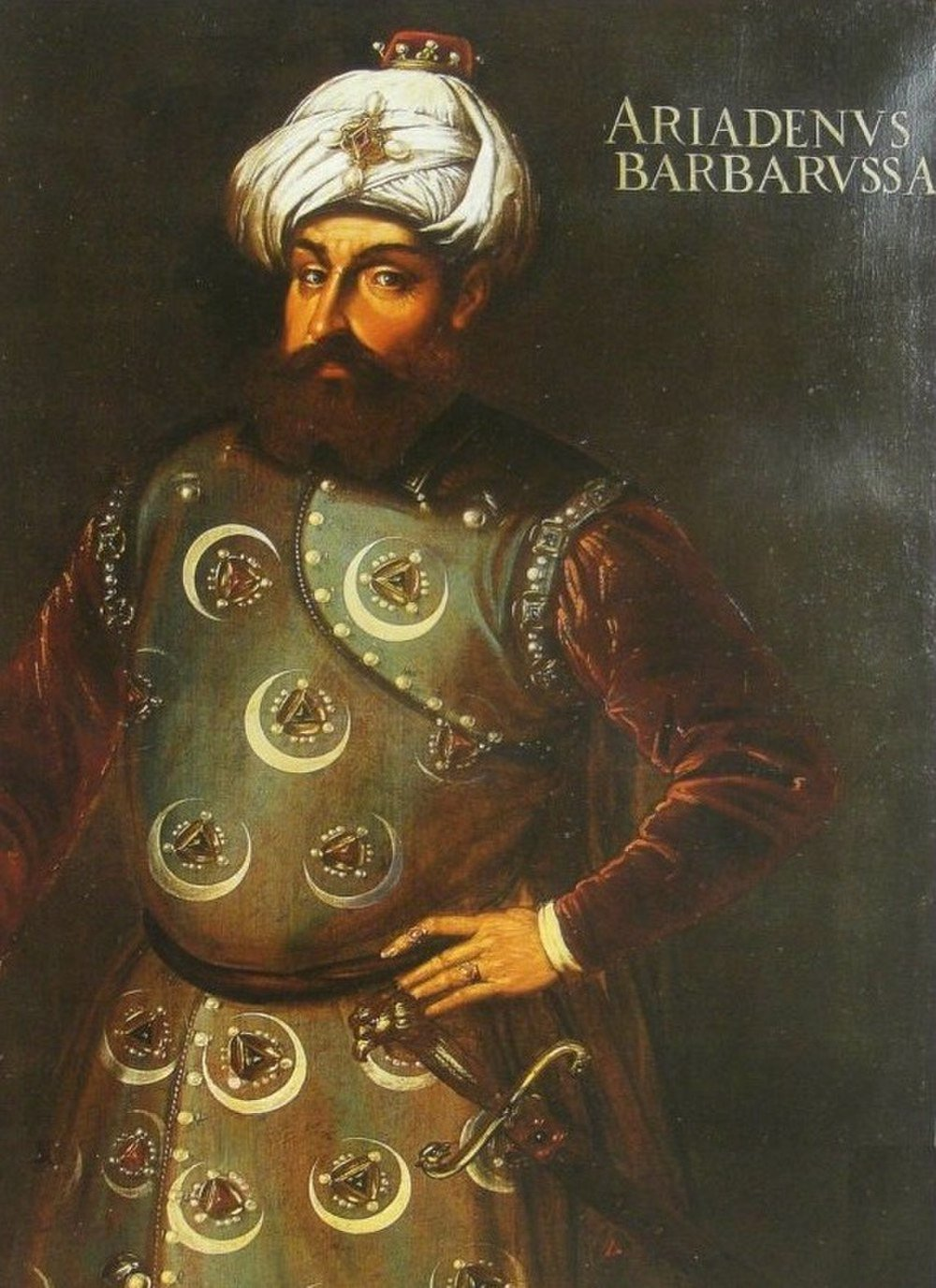
바르바로스 하이렛딘 파샤